# 북성동
북성동(北城洞)은 인천광역시 중구에 있었던 행정동이다. 월미도가 북성동에 속한다. 2021년 7월 1일, 송월동과 합쳐 개항동으로 통폐합되었다.

## 유래
예부터 어선이 드나들어 북성포로 불리던 지역을 1946년 동명 개정 때 북성동으로 명명하였다. 일제 강점기 때는 화방정(花房町)으로 호칭되었으며 이는 인천을 개항케 하는데 주도적인 역할을 한 초대 주한 일본공사 화방의질(花房義質)의 이름에서 유래된 것이다.
선린동은 청국의 지계로 일명 청관지역을 끼고 있는 법정동 중 가장 작은 동에 속하였으며 일본인들은 지나정(支那町) 또는 미생정(彌生町)이라고 하였는데 해방 후 친선적인 의미로 선린동이라 명명된 것이다. 1977년 5월 법정동의 북성동과 선린동 지역을 북성동 행정구역으로 정하여 운영하고 있다.

## 연혁
- 1946년 인천시 북성동으로 명명
- 1968년 1월 1일 인천시 구제 설치에 따라 중구 북성동으로 개칭
- 1973년 7월 1일 동구 만석동 소재 월미도를 북성동에 편입[3]
- 1977년 5월 1일 중국인 거주지역 선린동을 북성동에 합병[4]
- 1981년 7월 1일 인천직할시 승격으로 인천직할시 중구 북성동으로 개칭
- 1995년 1월 1일 인천광역시 중구 북성동으로 개칭
- 2021년 7월 1일 송월동과 통합하여 폐지, 개항동으로 합동

## 법정동
- 북성동1가
- 북성동2가
- 북성동3가
- 선린동

## 교육
- 인천해사고등학교
- 인천화교중산학교

## 교통
- 인천역

## 같이 보기
- 북성포구
- 개항동